# Cheiridium angustum
Cheiridium angustum är en spindeldjursart som beskrevs av Beier 1978. Cheiridium angustum ingår i släktet Cheiridium och familjen dvärgklokrypare. Inga underarter finns listade i Catalogue of Life.